# サン＝ジョルジュ郡
サン＝ジョルジュ郡（サン＝ジョルジュぐん、フランス語: Arrondissement de Saint-Georges）は、フランスの海外県ギュイヤンヌ県（フランス領ギアナ）の郡。東と南をブラジルと、西をサン＝ローラン＝デュ＝マロニ郡と、北西をカイエンヌ郡と接する。郡庁所在地はサン＝ジョルジュ。面積は25,560平方キロメートル、人口は8,557人（2021年推定）。
2022年10月26日にカイエンヌ郡から分離した、同県で最も新しい郡である。

## コミューン
2022年現在、サン＝ジョルジョ郡には4つのコミューンが属している。郡とコミューンの中間に位置する小郡は現存しない。
- カモピ（英語版）
- ワナリー（英語版）
- サン＝ジョルジュ（英語版）
- レジナ（英語版）

小郡（カントン）はサン＝ジョルジョ郡成立以前に廃止されている。